# Eriocaulon volkensii
Eriocaulon volkensii är en gräsväxtart som beskrevs av Adolf Engler. Eriocaulon volkensii ingår i släktet Eriocaulon och familjen Eriocaulaceae. Inga underarter finns listade i Catalogue of Life.